# Champ de Mars (stanice metra v Paříži)
Champ de Mars je bývalá stanice pařížského metra na lince 8 v 7. obvodu v Paříži. Nachází se mezi stanicemi La Motte-Picquet – Grenelle a École Militaire na jihovýchodním okraji parku Champ-de-Mars pod Avenue de La Motte-Picquet.

## Historie
Stanice byla otevřena 13. července 1913 jako součást prvního zprovozněného úseku linky. 2. září 1939 byla stanice, tak jako i mnohé jiné, uzavřena z důvodu vypuknutí války a následné mobilizace zaměstnanců. Stanice nakonec zůstala trvale zavřená, neboť leží příliš blízko sousedních stanic.

## Název
Jméno stanice znamená v češtině Martovo pole a bylo převzato po bývalém vojenském cvičišti, dnes veřejném parku.
V současnosti nese podobný název stanice linky RER C, která se jmenuje Champ de Mars - Tour Eiffel a nachází se severozápadně od parku Champ de Mars.